# Vally Weigl
Pour les articles homonymes, voir Weigl.
Vally Weigl (11 septembre 1894 — 25 décembre 1982) est une compositrice et musicothérapeute austro-américaine.

## Biographie
Valerie Weigl (née Pick) naît en 1894 à Vienne en Autriche. Enfant, elle prend des cours de piano puis étudie la musicologie à l'université de Vienne. Elle a étudié le piano avec Richard Robert, la composition avec Karl Weigl et la musicologie avec Guido Adler.
Vally se marie avec Karl Weigl en 1921. Après la prise de pouvoir par les nazis en Autriche en 1938 le couple émigre avec leur fils aux États-Unis avec l'aide de la Société religieuse des Amis (quakers). Weigl travaille à New-York comme professeur de musique et compositrice et une bourse du National Endowment for the Arts lui permet de composer et d'enregistrer Natures Moods, New England Suite et quatre cycles de chants.
Après avoir reçu un masters degree de l'université Columbia elle travaille également comme musicothérapeute et devient musicothérapeute en chef au New York Medical College (en). Elle a également enseigné au Roosevelt Cerebral Palsy School. Vally a dirigé des projets de recherche dans la branche psychiatrique du Mount Sinai Hospital et au Hebrew Home for the Aged et elle a publié dans les années 1950 un certain nombre d'articles sur la musicothérapie.
Elle est morte à New York en 1982.
Une biographie de Vally Weigl intitulée Give Them Music a été publiée par Elena Fitzthum et Primavera Gruber  (ISBN 9783706901918).

## Œuvres
Vally Weigl a composé un grand nombre d’œuvres pour orchestre et pour instruments solos.
- Toccatina pour piano
- Nature Moods pour ténor, clarinette et violon
- New England Suite pour clarinette, violoncelle et piano
- Songs of Remembrance (Poèmes d'Emily Dickenson)
- Dear Earth pour baryton, cor, violon, violoncelle et piano, paroles de Frederika Blankner
- Brief Encounters pour clarinette, cor, basson et hautbois
- Songs of Love and Leaving pour mezzo-soprano, baryton, clarinette et piano, paroles de Carl Sandburg
- Echoes from Poems
- Lyrical Suite pour voix, piano, flûte et violoncelle
- Chants tirés de Do not Awake Me
- Chants tirés de No Boundary pour voix, piano, flûte et violoncelle
- Songs Newly Seen in the Dusk
- Songs of Remembrance
- Requiem for Allison
- In Springtime pour voix et piano
- Oiseau de la vie pour flûte
- Lyrical Suite pour voix, piano, flûte et violoncelle
- Old Time Burlesque pour alto et piano